# NGC 1356
NGC 1356 è una lontana e vasta galassia a spirale situata nella costellazione dell'Orologio, a una distanza di circa 564 milioni di anni luce dalla nostra Via Lattea.

## Scoperta
La galassia è stata scoperta il 23 dicembre 1837 dall'astronomo britannico John Herschel.

## Descrizione
NGC 1356 ha una classe di luminosità II-III e presenta una larga riga a 21 cm dell'idrogeno neutro.